# Sarah Walusimbi
Sarah Irene Walusimbi là một luật sư người Uganda và là Thư ký Tổng công ty của Tập đoàn cấp thoát nước quốc gia (NWSC).
Từ ngày 15 tháng 9 năm 2015 đến ngày 14 tháng 9 năm 2018, bà cũng đồng thời giữ chức Phó chủ tịch hội đồng quản trị của Quỹ An sinh xã hội quốc gia ở Uganda.

## Bối cảnh và giáo dục
Bà Walusimbi theo học tại Đại học Makerere, trường đại học lâu đời nhất ở Uganda, nơi bà học luật. Bà tốt nghiệp bằng Cử nhân Luật (LLB). Năm sau, bà đã nhận được Chứng chỉ hành nghề luật sư từ Trung tâm phát triển luật pháp ở Kampala, thủ đô của Uganda và thành phố lớn nhất của nó. Sau đó, bà có bằng Thạc sĩ Quản trị Kinh doanh (MBA), từ Học viện Quản lý Đông và Nam Phi (ESAMI).

## Nghề nghiệp
Walusimbi là một luật sư và là người biện hộ của Tòa án tối cao của Uganda và là một luật sư doanh nghiệp dày dạn và giàu kinh nghiệm, với một hồ sơ kéo dài hơn 30 năm. Bà trước đây đã từng là Giám đốc, Dịch vụ quản lý, tại Tập đoàn cấp thoát nước quốc gia (NWSC), cơ quan chính phủ chịu trách nhiệm cung cấp nước uống và thu gom, xử lý và xử lý nước thải ở nước này.
Trong khoảng thời gian gần năm tháng kể từ ngày 8 tháng 5 năm 2015, khi chủ tịch trước qua đời, cho đến ngày 29 tháng 9 năm 2015, khi một người thay thế đáng kể được bổ nhiệm, bà giữ chức Chủ tịch của NSSF, trong khả năng diễn xuất. Bà đại diện cho Liên đoàn sử dụng lao động Uganda trong hội đồng NSSF.